# Бибракте
Бибракте (на латински: Bibracte) e опидум, главен град и култов център на галското племе хедуи от края на II век пр.н.е. до края на I век пр.н.е. в регион Бургундия, Франция.
През 58 г. пр. Хр. римският пълководец Юлий Цезар обсажда града.